# Kazachstanicus mitjaevi
Kazachstanicus mitjaevi är en insektsart som beskrevs av Irena Dworakowska 1973. Kazachstanicus mitjaevi ingår i släktet Kazachstanicus och familjen dvärgstritar. Inga underarter finns listade i Catalogue of Life.